# Francesco Datini

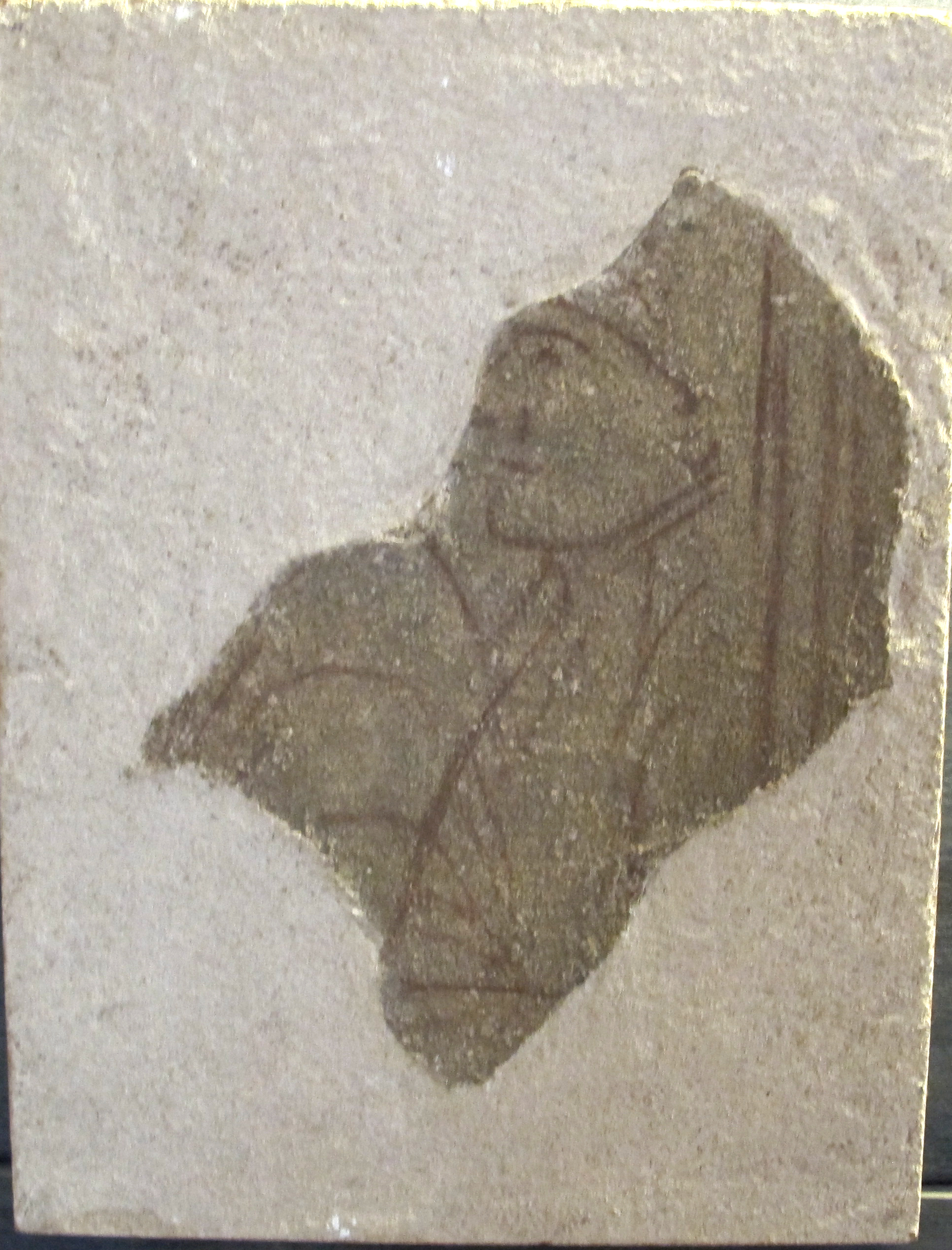
Fragment mit den Gesichtszügen Datinis

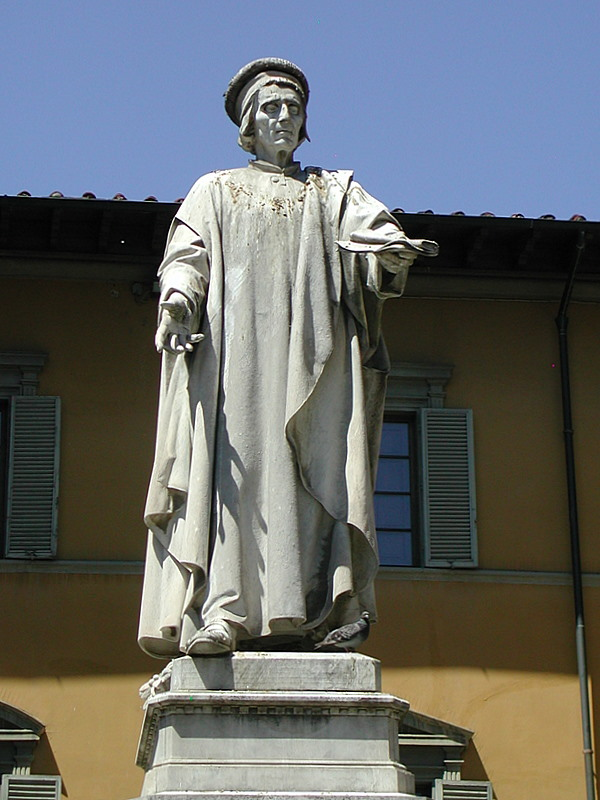
Statue Francesco Datinis vor dem Palazzo Pretorio in Prato (Antonio Garella, 1896)

Francesco Datini oder Francesco di Marco Datini (* um 1335 in Prato; † 16. August 1410 ebenda) war ein toskanischer Fernhändler, Bankier, Tuchproduzent und Spekulant. Die von ihm gegründete und über Jahrzehnte ausgebaute Gesellschaft agierte vor allem im westlichen Mittelmeer, aber auch in England, Flandern und auf der Krim, und führte in einer Art Holding zahlreiche weitere Gesellschaften. Diese Struktur bevorzugten vor allem die toskanischen Großhändler, aber nur wenige wagten sich auf das Gebiet der Banken oder gar der Spekulation auf Wechsel.
Berühmt wurde Datini zum einen durch eine bis heute bestehende Stiftung für die Armen seiner Geburtsstadt Prato, zum anderen dadurch, dass ein großer Teil seiner Korrespondenz erhalten geblieben ist – insgesamt über 150.000 Schreiben, davon allein 11.000 Privatbriefe. Sie ist die Basis für eines der bedeutendsten wissenschaftlichen Institute zur Wirtschaftsgeschichte des Spätmittelalters – und sie ermöglicht tiefe Einblicke in den Alltag. Datini wurde von Johannes Fried (2009) als „vielleicht der berühmteste mittelalterliche Kaufmann“ bezeichnet.

## Leben
Francesco di Marco Datini wurde 1335 als eines der vier Kinder des Schankwirts Marco di Datino und der Monna Vermiglia im toskanischen Prato geboren. Über die Eltern ist wenig bekannt. Sie hatten vier Kinder, lebten in der Nachbarschaft Porta Fuia und besaßen etwas Land in der Nähe von Prato, das seit mindestens 1218 in Familienbesitz war. Mindestens einmal verkaufte der Vater zusammen mit seinem Sohn Francesco Fleisch auf dem Markt von Prato.
Als kaum 13-jährigen machte ihn die Große Pest zur Vollwaise. Darüber hinaus starben seine Geschwister Nofri und Vanna. Francesco selbst hatte schon ein Testament aufsetzen lassen, das vom 1. Juni 1348 datiert. Zahlreichen Prateser Kirchen wollte er darin kleine Beträge zur Lesung von Messen für seine Seele überlassen, darunter San Piero in seiner Geburtsgemeinde Porta Fuia. Er selbst wollte in San Francesco in Prato beigesetzt werden.
Zusammen mit seinem jüngeren Bruder Stefano wurde er zunächst für dreizehn Monate bei einer Verwandten aufgenommen. Sie kamen unter die Vormundschaft des Piero di Giunta del Rosso, eines Tuchmachers und -färbers. Die eigentliche, in der Erinnerung Francescos liebevolle Aufnahme fanden die Brüder bei Piera di Pratese Boschetti. Dann ging er als Lehrling ins benachbarte Florenz, wo Francesco in zwei Läden arbeitete. Die Lehre bestand üblicherweise darin, dass die Jungen zunächst in den Verkauf und die interne Organisation des Ladens eingeführt wurden. Eine spezifische Organisation der Lehre, wie sie später entwickelt wurde, gab es noch nicht.

### Avignon
Schon als 15-Jähriger ging Datini nach Avignon, wo er zunächst als Botenjunge arbeitete. Bald leitete er als Faktor eine Filiale seines Ziehvaters. Damit war er, anders als die Lehrlinge, an den Gewinnen beteiligt. Datini war, wie die meisten Händler, nicht an ein bestimmtes Gewerbe gebunden. Er machte in Avignon mit Luxuswaren und Waffen gute Geschäfte, bei deren Abwicklung ihm die Anwesenheit einer großen florentinischen Händlerkolonie sehr zustattenkam, die sowohl über Kontakte zum päpstlichen Hof als auch zu weltlichen Potentaten verfügte. Darüber hinaus verfügte sie über Beziehungen zu den Waffenfabrikanten, die beispielsweise um Mailand herum ansässig waren. Daher tauchen in den Quellen Kettenhemden, Handschuhe, Helme ebenso auf wie Armbrustbolzen.
1353 holte er seinen jüngeren Bruder Stefano nach, wobei er das 138 Lire umfassende Erbe seines Vaters antrat. 1354 erwarb Piero di Giunta für seinen Ziehsohn ein kleines Häuschen in Prato. Über die nächsten Jahre ist praktisch nichts bekannt, außer, dass Datini sich ab April 1359 für wenige Monate in Prato aufhielt, bevor er am 15. Juli nach Avignon zurückkehrte.
Ab 1361 war er, zusammen mit Niccolò di Bernardo, einem Neffen seiner Ziehmutter und einem weiteren Toskaner, im Waffengeschäft zwischen Mailand und Avignon tätig. 1363 bis 1367 gehörte er als Partner zu dessen Unternehmen, doch wenige Jahre nach 1363 mietete er zusammen mit seinem Partner eine erste bottega, womit die beiden einen eigenen Laden besaßen. Für die Übernahme des Warenbestandes zahlten sie dem Vormieter Giovanni di Lotta 900 Florin, darüber hinaus als eine Art Ablösesumme weitere 300.

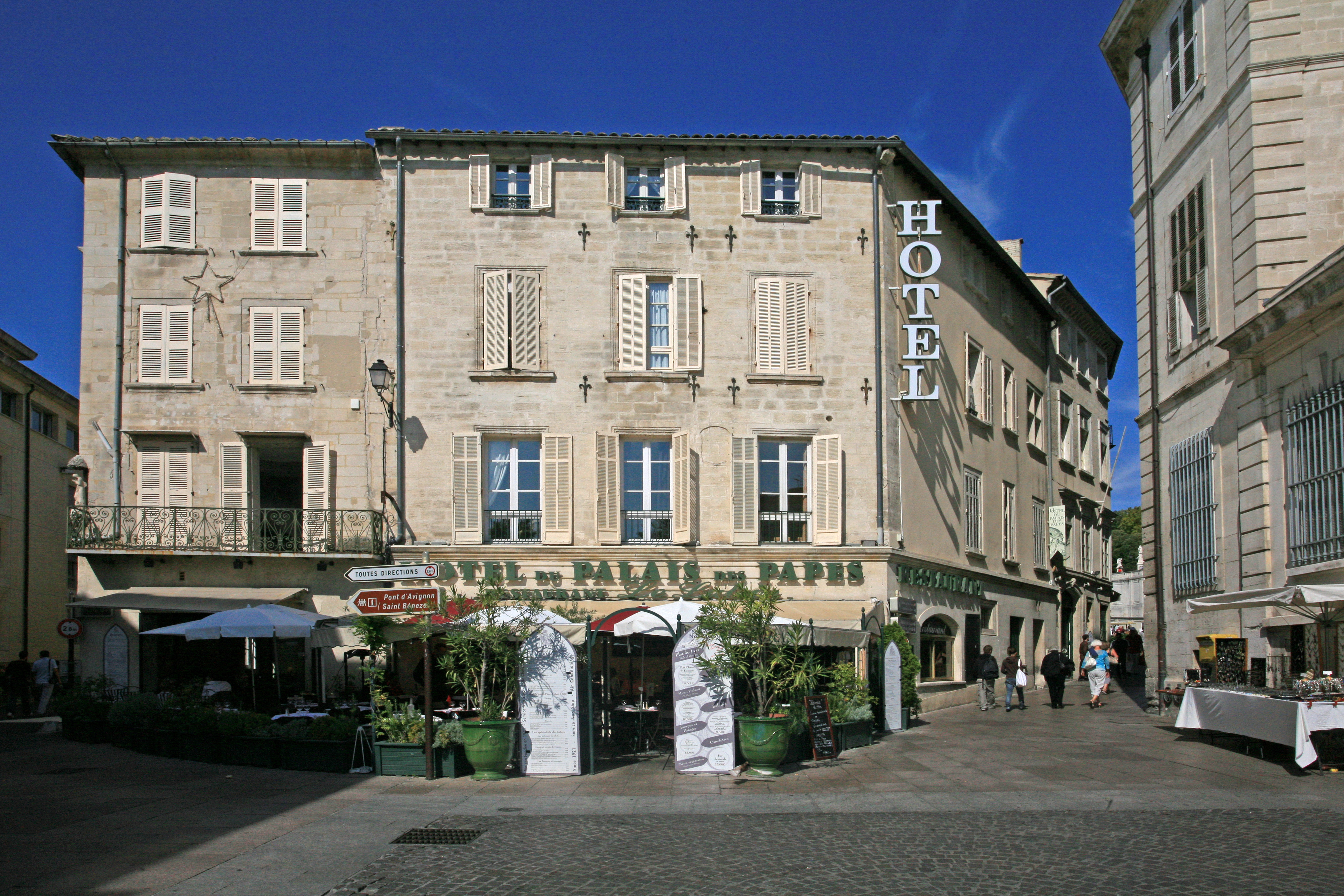
Das ehemalige Haus Datinis in Avignon, Rue Puits-des-Boeufs

Fünf Jahre später war er bereits zum Sozius in verschiedenen Handelskompanien aufgestiegen. So gründete er im Oktober 1367 mit dem Florentiner Toro di Berto eine Gesellschaft, die bis 1373 bestand – und die besonders dann florierte, wenn der Papst in Avignon war. Diese Datini-di-Berto-Gesellschaft ist die erste Gesellschaft des Mittelalters, deren Buchhaltung fast vollständig erhalten geblieben ist.
1367 eröffnete Datini sein erstes eigenes Geschäft in der Loge des Cavaliers an der Ecke Rue la Mirallerie und la Lancerie (heute Rue du Puits-des-Bœufs und Place de l’Horloge). Im Haus befand sich ein Warenlager und ein Verkaufsladen, ein Wechseltisch sowie eine Taverne. Damit war seine Gesellschaft eine der ersten, die von einer päpstlichen Bulle vom 18. März 1368 profitierten, die ausländischen Stoffhändlern die Ansiedlung an den Ufern der Sorgue und der Durance erlaubte. Die zunächst auf drei Jahre geschlossene Gesellschaft wurde 1370 verlängert. Allerdings war Datini hierin der schwächere Partner, denn von den 2.500 Florin, die beide Partner einbrachten, musste er sich die Hälfte von Tuccio Lambertucci borgen, mit dem er schon früher zusammengearbeitet hatte. Lambertucci wurde damit zum stillen Teilhaber. Zudem waren die ersten drei Jahre bis 1370 eine durchaus schwierige Phase, da sich Papst Urban V. nicht in Avignon, sondern in Rom aufhielt. Damit halbierten sich die Gewinne der Gesellschaft und sie stiegen erst mit der Rückkehr des Papstes wieder an.
Im März 1373 übernahm Datini die Leitung einer eigenen Firma, die ohne das Kapital anderer auskam. 1374 konnte er ein zweites Haus erwerben, eine bella chasa et boteglia.
Ab 1376 wurde die Situation der über tausendköpfigen italienischen Händlerkolonie in Avignon äußerst schwierig. Das hing mit der Absicht des dort residierenden Papstes zusammen, nach Rom zurückzukehren, was bald zu Konflikten in Italien führte, in die auch Florenz verstrickt wurde. Obwohl sich die Florentiner Kolonie in Avignon bis 1381 auflöste, zögerte Datini angesichts des Krieges, nach Prato zurückzukehren. Dieser Krieg kostete die Florentiner allein zwei Millionen Florin und brachte ihnen den päpstlichen Bann ein – eine Katastrophe für den Handel der Stadt, der damit fast lahmgelegt wurde. Nur zwei Tage nach dem teuer erkauften Friedensschluss brach am 24. Juni 1378 ein Aufstand der von Kriegsabgaben überforderten unteren Volksschichten los. Bis zum 31. August herrschten die Ciompi, die Wollkämmer; sie forderten zusammen mit anderen Handwerkern der Tuchindustrie zu einem Viertel die Beteiligung an der Regierung und die Bildung neuer Zünfte. Als keine unmittelbare Verbesserung ihrer Lebensbedingungen erreicht wurde, die Tuchproduktion sich nicht, wie erhofft, erhöhen ließ und die Bewegung auseinanderfiel, brach der Aufstand zusammen.
Datini, der 1376 Mona Margherita di Domenico Bandini geheiratet hatte, eine 19-jährige Florentinerin aus niederem Adel, konnte nicht unberührt von diesen Vorgängen bleiben. Ihr Vater, Domenico Bandini, war schließlich 1360 als Aufstandsführer in einer früheren Erhebung hingerichtet worden. Auch dies dürfte die Rückkehr der Datini verzögert haben.
Noch 1382, kurz vor seiner Rückkehr nach Prato, gründete Datini eine bis 1400 bestehende Handelskompanie in Avignon und übernahm deren Leitung. Als Partner nahm er Boninsegna di Matteo und Tieri di Benci auf. Gewinn und Verlust wurden in diesen Gesellschaften entsprechend der Einlage von Geldanteilen und der geleisteten Arbeit aufgeteilt. Die Dauerhaftigkeit dieses und anderer Zusammenschlüsse sollte kennzeichnend für seine Geschäftstätigkeit werden, wie im Übrigen für die toskanischen Gesellschaften insgesamt.

### Prato

Der Stadtpalast der Datini und Sitz des Datini-Archivs

Im zu Florenz gehörenden Prato, wohin der inzwischen wohlhabende Mann nach einer 33-tägigen Reise im Januar 1383 zurückkehrte, wurde er Mitglied der Compagnia dell’ Arte della Lana, der Wollweberzunft. Erst mit dieser Mitgliedschaft durfte er einem entsprechenden Gewerbe nachgehen und konnte zugleich seine Interessen in der Stadtregierung vertreten. Dort saß er, wenn auch eher widerwillig, weil er es vorzog, seine Zeit für seine Geschäfte zu verwenden, im Stadtrat und wurde darüber hinaus Gonfaloniere della Giustizia. Im Rahmen seiner zahlreichen Tätigkeiten entwickelten sich Freundes- und Geschäftskontakte zu Lapo Mazzei (die umfangreiche Korrespondenz zwischen den befreundeten Männern publizierte Cesare Guasti) und Guido del Palagio, bald aber auch zu den bedeutendsten Florentiner Familien, wie den Medici, den Tornabuoni, den Pazzi, den Guicciardini, den Alberti und den Paciti. Seine Korrespondenz mit seinen toskanischen Faktoren weitete sich stark aus, wie etwa nach Siena.
Zusammen mit seinem ehemaligen Vormund, dem Tuchweber Piero di Giunta und einem entfernten Verwandten, stieg er als Gesellschafter in zwei Fernhandelsfirmen in Pisa (spätestens im Januar 1383) und Florenz ein. Die eine stellte eine Familienhandelsfirma dar, die andere eine Alleininhaberfirma.
1384 erfolgte die Gründung einer bescheidenen Kompanie für Wolle in Prato, zusammen mit Piero di Giunta del Rosso, einem Färbermeister, mit dem er schon seit langem verbunden war, und seinem Sohn Niccolò, innerhalb der Arte della Tinta, der Färberzunft. 1394, beim Tod Pieros, nahm er Agnolo, den Sohn Niccolòs, als Partner auf. Diese Verbindung von Verwandtschaft und Teilhaberschaft unter persönlicher Mitarbeit blieb typisch für Datinis Handelsorganisationen, die im Ausland, insbesondere in England, unveredeltes Wolltuch einkauften, um es in Prato veredeln zu lassen. Zu dieser Kompanie kam bald eine Firma für Schleierstoffe.
Um seiner Stellung in der Stadt angemessenen Ausdruck zu verleihen, ließen die Datini zwischen 1383 und 1399 zwischen der Via Rinaldesca und der Via del Porcellatico einen Stadtpalast errichten. Berühmte Maler der Zeit, wie Niccolò di Piero Gerini (um 1340–1414/15), Agnolo di Taddeo Gaddi und Bartolomeo di Bertozzo, schmückten ihn aus. Vor dem Haus befand sich ein Garten mit Rosen und Violen. Vor dem heutigen Eingang befand sich ein weiteres Gebäude, so dass der damalige Besitz den heutigen Palast hinsichtlich der Ausdehnung noch bei weitem übertraf. Piero di Giunta del Rosso hatte das Grundstück bereits 1354 erworben. Das erste, noch sehr bescheidene Gebäude kostete nur 63 lire, 6 soldi. Nach und nach kaufte man weitere angrenzende Gebäude hinzu. Datini kalkulierte den Gesamtaufwand 1399 mit etwa 6000 Florin.

### Florenz

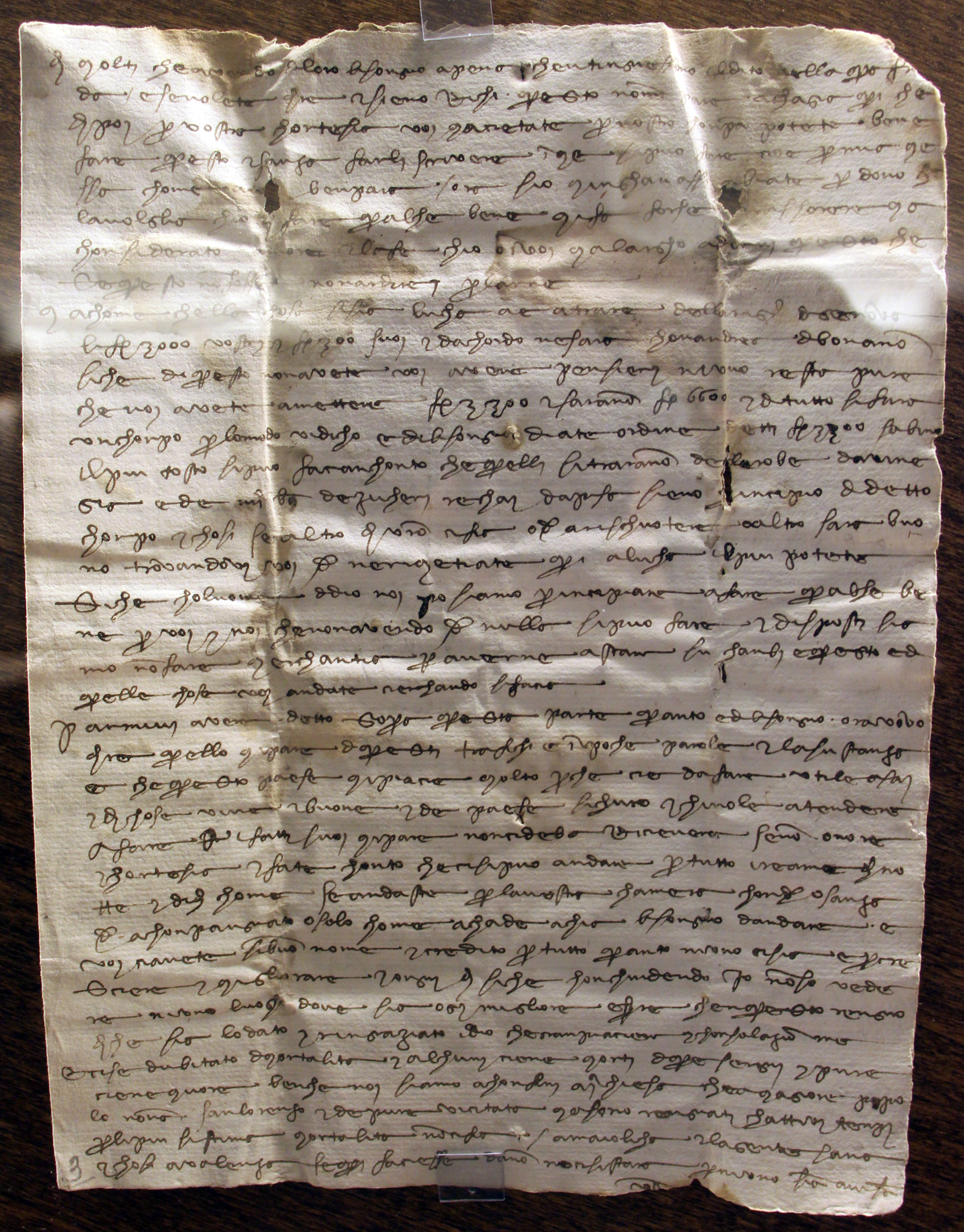
Brief aus Barcelona an die Datini-Gesellschaft in Florenz vom 13. März 1396

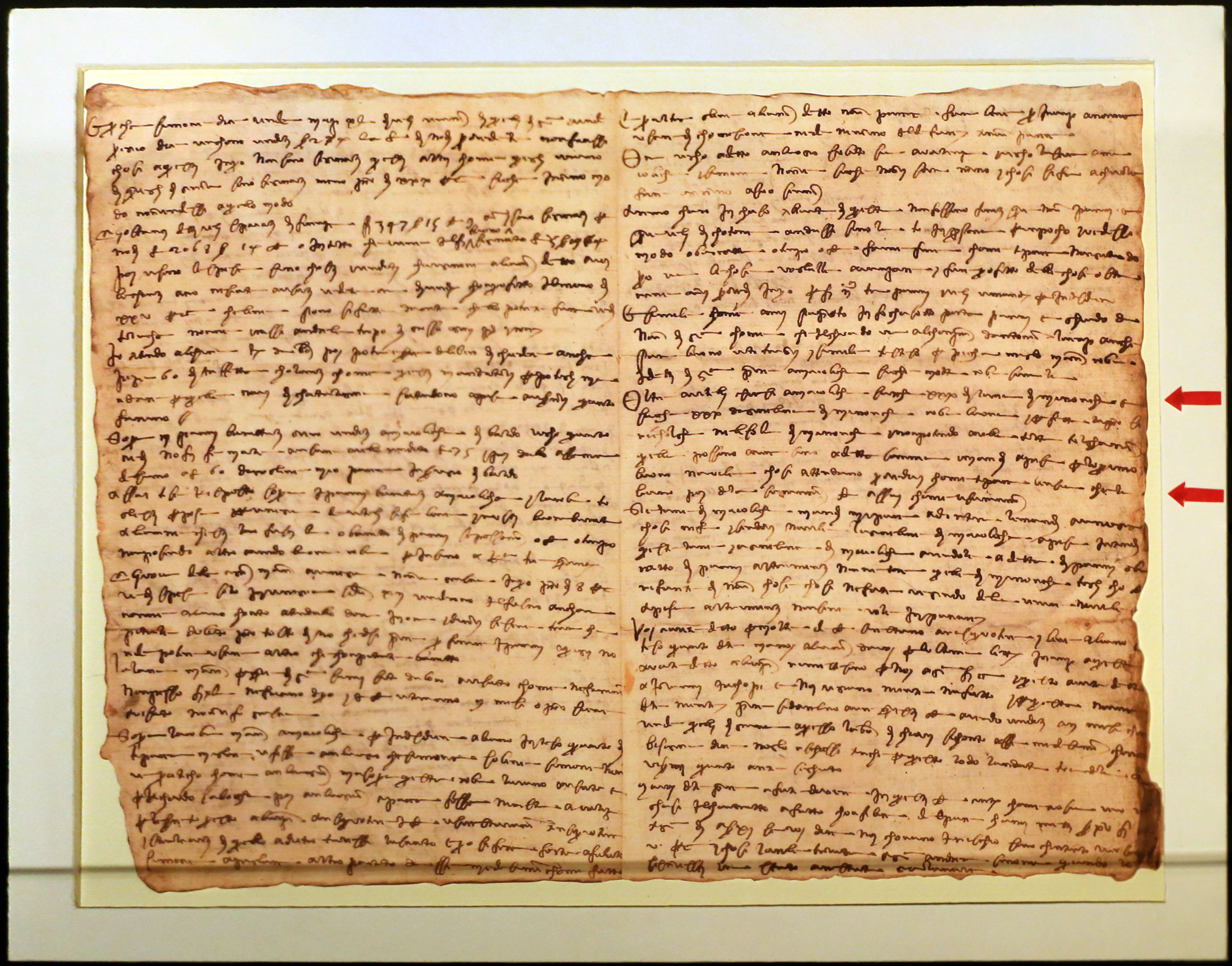
Brief der Datini-Gesellschaft in Florenz nach Barcelona wegen der Versorgung mit Wolle von Menorca, datiert auf den 21. November 1394

Da sein Geschäftsrahmen längst das kleine Prato sprengte, dessen Bevölkerungszahl zudem vom Anfang des 14. Jahrhunderts bis zum ersten Viertel des nachfolgenden von 26.000 auf 8.000 schrumpfte, zog Datini nach Florenz um. Dort gründete er mit Stoldo di Lorenzo und einem weiteren Gesellschafter eine Kompanie, 1388 eine weitere mit Domenico di Cambio, die bis zu seinem Tod fortbestand. Im selben Jahr wurde er Mitglied in der Seidenmachergilde. Innerhalb der Stadt, in der er ab 1394 fast durchgängig wohnte, zog er mehrfach um. So wohnte er zunächst am Ponte alla Carraia, dann in Porta Rossa und in Por Santa Maria, schließlich in der Via Santa Cecilia und an der Piazza Tornaquinci. Darüber hinaus reiste er rastlos zwischen den für sein Handelsimperium wichtigsten Städten in Italien. Hinzu kam, dass ihn mehrfach Ausbrüche der Pest zwangen, die Stadt zu verlassen. So floh er mitsamt seinem Hausstand 1390 nach Pistoia, wo er bis zum 17. Mai 1391 blieb.
1392 beteiligte sich die Florentiner Kompanie an einer Genueser Firma, in der die drei örtlichen Gesellschafter zu Leitern wurden: „Francesco di Marco, Andrea di Bonanno & Co“. Zugleich machte Datini aus seiner Pisaner Firma eine Kompanie, in der die Florentiner Kompanie ebenfalls die meisten Anteile besaß. Diese Pisaner Kompanie konnte wiederum ihr Kapital anderen Unternehmen zur Verfügung stellen: ein weiterer Schritt zu engerer Verflechtung.
Im folgenden Jahr gründete die Genueser Firma Zweigniederlassungen in Barcelona, Valencia und auf Mallorca. Luca del Sera – er sollte zu Datinis Testamentsvollstreckern zählen – ging nun nach Barcelona. 1394 erfolgte die Gründung dreier weiterer Firmen in Barcelona, Valencia und auf Mallorca, mit Agenturen auf Ibiza und in San Matteo, einem Dorf in Katalonien. Mallorca erwarb in Venedig Kupfer, das ab 1398 über jüdische Mittelsmänner südwärts über Honein (wohin sie ab 1391 von Mallorca geflohen waren) bis in den Tuat im südlichen Algerien gehandelt wurde, von dem Datini Kenntnis erhielt. Dieser Handel wurde bis September 1410 fortgesetzt, also über Datinis Tod hinaus, wenn es auch 1407/08 zu einem schweren Einbruch kam, als eine der Karawanen – sie konnten 8000 bis 12.000 Kamele umfassen – ausgeraubt wurde. Während San Matteo zum wichtigen Wollsammelpunkt wurde, war Ibiza für sein Salz berühmt. Die dortige Filiale wurde von Florentinern geleitet. Überhaupt umgab sich Datini fast nur mit Toskanern, möglichst aus den ihm bekannten Städten, besser noch aus der näheren und weiteren Verwandtschaft.
1395 wurde Datini Mitglied in der Florentiner Färberzunft. Ein Jahr später wandelte er die katalanische Firma in die Katalanische Handelskompanie mit Sitz in Barcelona bzw. Valencia um. Die Florentiner Firma war dabei wieder mehrheitlich am Kapital beteiligt, ihre drei Gesellschafter leiteten wiederum die drei Teilunternehmen. Daneben bestand dort seine Alleininhaberfirma weiter, die eine leitende Rolle in seinem Firmensystem übernahm.
Eine solche Verflechtung von Einlageanteilen sollte typisch für Datinis Gesellschaft werden, deren Fäden in Florenz zusammenliefen. Die einzelnen Kompanien waren einzig und allein durch seine Person untereinander verbunden, bzw. durch sein Kapital, das ihm die Entscheidungsgewalt gab. Dabei kamen Kontakte in die einflussreichsten Florentiner Kreise seinen Geschäften zugute. Auf dem Höhepunkt seiner Firma arbeitete Datini 1398 mit einem investierten Kapital von 45.500 Florin.
1399 musste Datini abermals vor der Pest nach Bologna fliehen, wo er bis 1401 blieb. Dort konnte er die weiträumigen Kontakte von Männern nutzen, die ebenfalls dorthin geflohen waren, wie Filippo Tornabuoni, Piero Bonciani und Antonio di Niccolò da Uzzano, Bartolomeo Balbani aus Lucca oder Giovanni di Feo Bracci aus Arezzo.

### Margherita

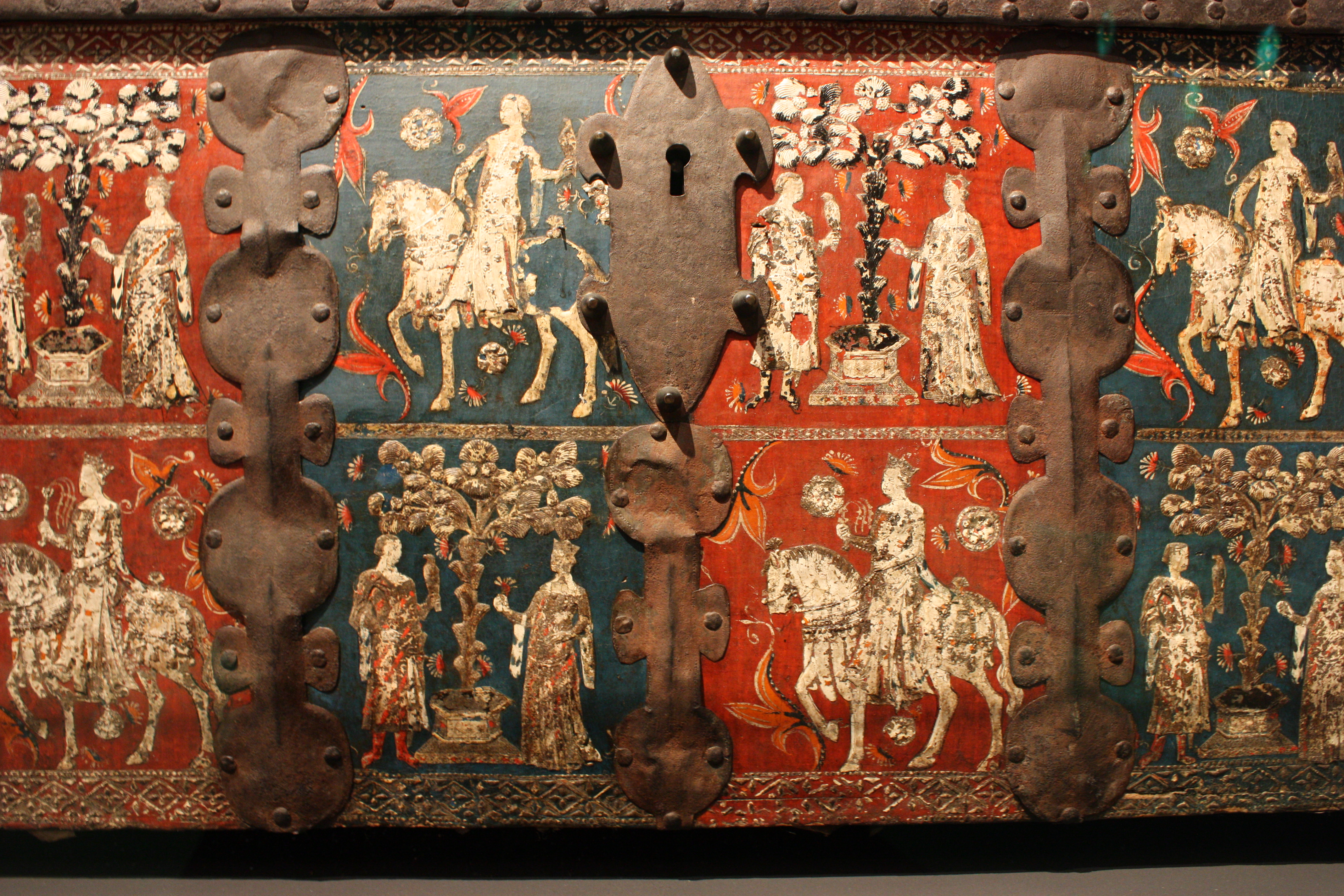
Cassone, Italien, möglicherweise Florenz oder Siena ca. 1345–54, Pappelholz mit Eisenspangen, Allegorien höfischen Verhaltens: an der Quelle der Liebe, Reiter mit Falken und eine reitende Königin. Datini bestellte 1384 eine solche Kiste in Florenz, die dieser ähnlich gesehen haben mag.

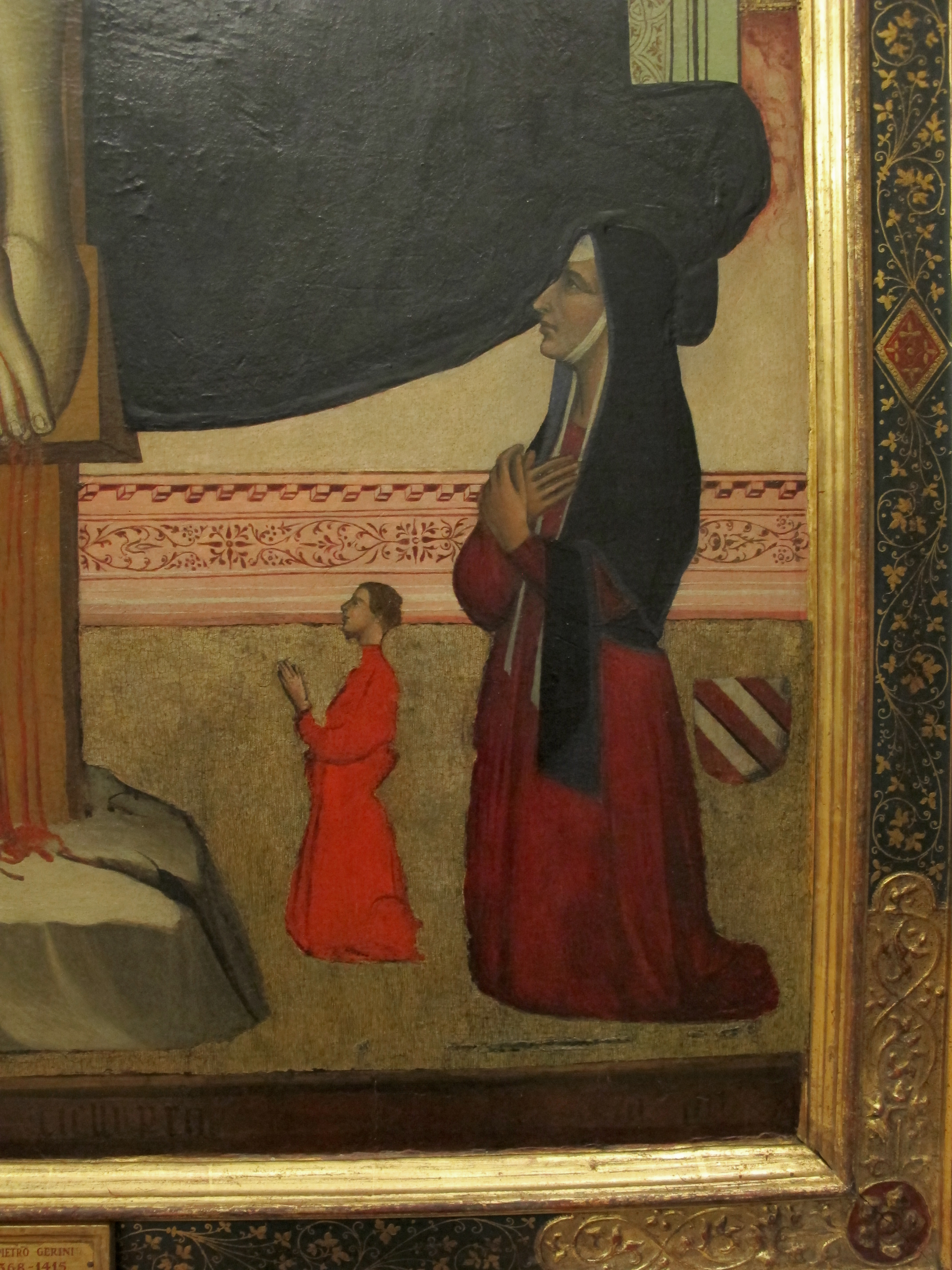
Margerita und Francesco Datini, Ausschnitt aus einem Gemälde von Niccolò di Piero Gerini (ca. 1340–1414)

Datinis Frau, Margherita († 1423), wurde 1357 als jüngstes der sieben Kinder des Domenico Bandini geboren, dessen Besitz in Florenz 1358 infolge politischer Kämpfe konfisziert worden war. Sie heiratete den zu dieser Zeit etwa vierzigjährigen Francesco im Alter von 19, nach anderen Angaben von 16 Jahren in Avignon, ohne dass sie eine Mitgift in die Ehe hatte einbringen können. Die Ehe blieb kinderlos. 1380 schrieb Monte Angiolini an Datini, dass diese Tatsache nach vier Jahren eine große Belastung darstellte, am 21. Juni 1381 entschuldigte er sich bei Margherita für seine Einmischung. Die Distanz zwischen den Eheleuten nahm deutlich zu, eine der Ursachen, warum es zu einer umfangreichen Korrespondenz zwischen den beiden kam.
Mit Francesco ging sie 1383 nach Prato, wechselte hin und wieder nach Florenz, als Francesco seine Geschäfte dorthin verlagerte. Von dort erreichten sie allein 132 der erhaltenen 182 Briefe ihres Mannes – weitere 44 erreichten sie aus Prato und 6 aus Pisa. Margherita lebte zunehmend in Prato und sorgte für den Ausbau des Hauses und der Ländereien, sowie für die Tagesabläufe in ihrem riesigen Haushalt. In seinen Briefen an seine Frau, von denen wir insgesamt 248 kennen, erteilte Datini Margherita zahllose Aufträge, tadelte sie und erteilte ihr Anweisungen. Er diskutierte mit ihr aber auch Projekte, wodurch ihr nach und nach die Rolle einer Vertrauten und Beraterin zuwuchs.
Bei ihrem Briefwechsel wurden zahlreiche Grundsätze des kaufmännischen Briefwechsels beherzigt, wie beispielsweise die Angabe des Ausstellungsdatums, des beauftragten Boten, des Bezugs auf den letzten Brief, auch der stundengenaue Termin der Annahme oder der Vermerk „beantwortet am...“. Daher ist bekannt, dass mindestens 61 Briefe Francescos und 24 Briefe Margheritas verloren gegangen sind. Zeitliche Lücken entstanden vor allem dadurch, dass die beiden zusammen in einem Haus wohnten, wie 1393, als sie vor der Pest nach Pistoia flohen, oder 1400–1401, als sie aus demselben Grund nach Bologna gingen. Die meisten Briefe stammen aus den Jahren 1394–1395 und 1397–1399, einer Phase, in der bis zu drei Briefe am Tag geschrieben wurden. Datini diktierte gelegentlich seine Briefe, ließ sie sogar manchmal in seinem Sinne schreiben. Von den 182 Briefen Francescos hat er nur 48 erkennbar mit eigener Hand geschrieben. Die übrigen Briefe stammen von 18 verschiedenen Händen. Margherita musste ihre Briefe diktieren, da sie zunächst nicht schreiben konnte. Wenn es zu persönlich wurde, verweisen beide darauf, dass der Rest „a bocca“, also mündlich, besprochen werden sollte, zum anderen sprechen sich die beiden mit „tu“, also „Du“ an, wenn sie selbst diktiert, bzw. geschrieben haben.  (insgesamt hat Datini rund 7.000 Briefe geschrieben).

Die Beziehung war dadurch belastet, dass Datini mehrere uneheliche Kinder hatte. Wohl schon um 1375 hatte er einen Sohn gezeugt, der aber ebenfalls früh starb, wohl schon nach vier Monaten.  1387 einen illegitimen Sohn namens Francesco von seiner Sklavin Ghirigora, ein Kind, das bereits 1388 starb. Ghirigora wurde eilig, noch während der Schwangerschaft, verheiratet. Margherita, die sehr unter ihrer Kinderlosigkeit litt, war empört und fühlte sich gedemütigt.  Gleichzeitig litt sie offenbar unter sehr starken Blutungen und Regelschmerzen. 1392 wurde dann Ginevra geboren, ebenfalls Tochter einer Sklavin. Margheritas Schwester Francesca, die selbst mehrfache Mutter war, empfahl ihr daraufhin 1393 den Besuch eines Scharlatans, um doch noch ein Kind bekommen zu können. Margherita akzeptierte Ginevra jedoch nach anfänglicher Ablehnung und kümmerte sich bald liebevoll um das Kind. So sorgte sie für die Auswahl einer Amme, die Ausstattung, Erziehung und Ausbildung, was sich z. B. auf die Beschaffung geeigneter Spielsachen und Musikinstrumente erstreckte. Sie nahm sie beinahe als eigene Tochter an. Die Mutter, Lucia, wurde befreit, und Datini verheiratete sie an einen seiner Mitarbeiter. Sie lebte weiterhin im Haushalt der Margherita und die beiden freundeten sich sogar an. Ginevra wurde am 24. November 1407 ebenfalls an einen Mitarbeiter namens Lionardo, Sohn des Ser Tommaso verheiratet, ihre Spur verliert sich im Laufe der 1420er Jahre. Margherita kümmerte sich zudem um 1398 um eine ansonsten unbekannte Tochter „Chaterina“ des offenbar schwer kranken, aber im einzigen das Kind erwähnenden Brief nicht genannten Vaters. Nach dem Tod ihres Mannes verbrachte sie viel Zeit bei Ginevra und ihrem Mann Lionardo in Florenz.

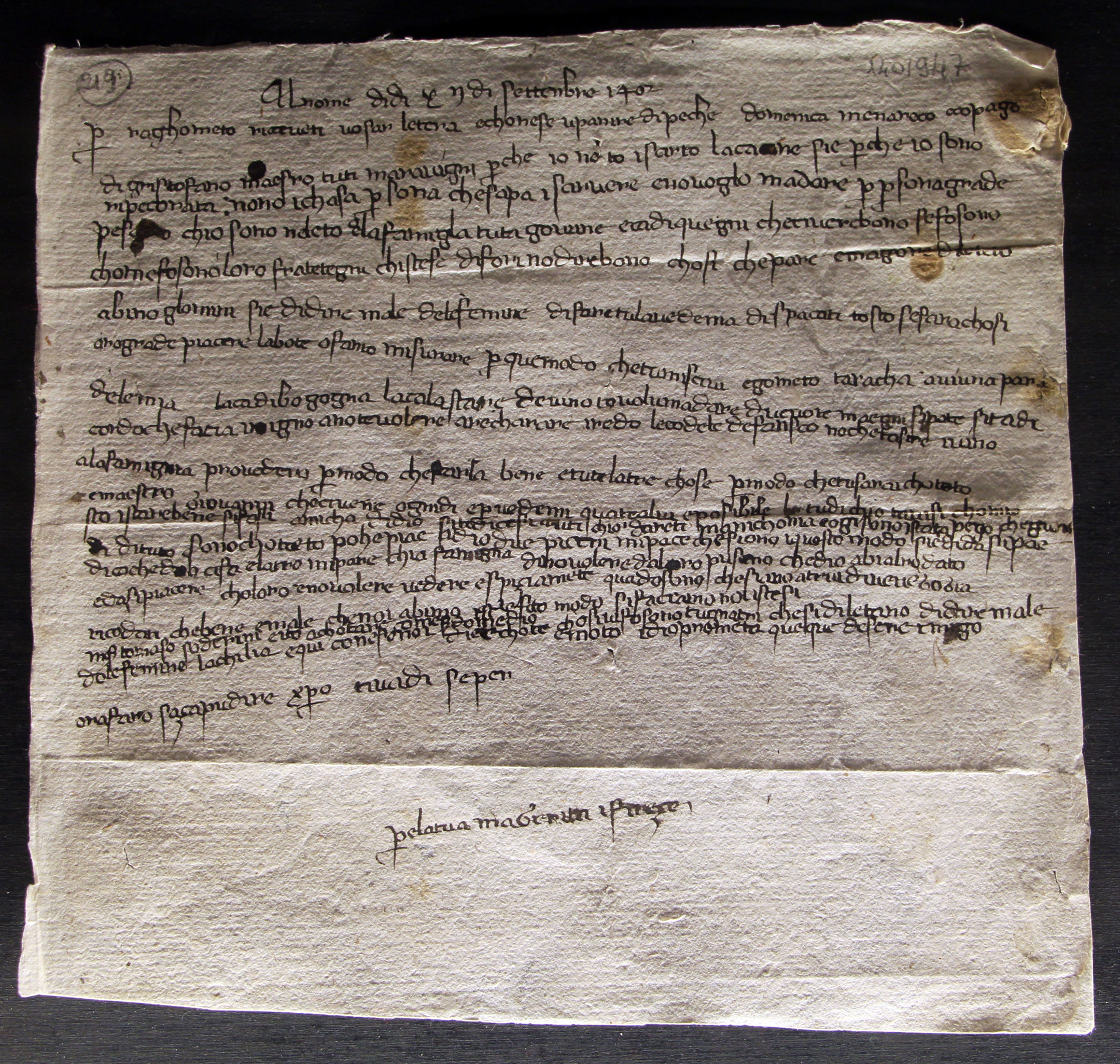
Brief Margheritas an Francesco vom 12. September 1402

Francesco, der seine Frau ständig zu kontrollieren und zu dirigieren versuchte – was einen erheblichen Teil der Korrespondenz ausmacht –, unterschätzte lange Zeit seine Frau, die über Jahrzehnte eine riesige Baustelle und eine große Familie führte und zahlreiche Gäste empfing und bewirtete, z. B. Francesco Gonzaga. Auch ihre Nichten kamen ins Haus und wohnten dort immer wieder über längere Zeit, wie Tina, um deren Ausbildung sich Margherita kümmerte. Datini drängte seine Frau auch lesen zu lernen. Zwar konnte Margherita nur einfache Briefe lesen, aber sie war in der Lage, sehr komplizierte Sachverhalte darzustellen und zu diktieren – eine Fähigkeit, die Francesco erst ab 1386 anerkannte. Margherita selbst versuchte sich im Schreiben – ein erster Brief in unsicherer Schrift stammt von 1387 – und 1396 staunte Ser Lapo Mazzei über ihre Fortschritte. Ab 1399 brachte sie seinem Sohn das Schreiben bei. In diesem Jahr schrieb sie auch die Briefe an Francesco überwiegend selbst. Als sei dies zum Beweis ihrer Fertigkeit genug, schrieb sie von da an nur noch einen einzigen Brief mit eigener Hand.
Um diese Zeit lebten Francesco und Margherita noch distanzierter als bisher. Als Francesca, Margheritas Schwester, 1401 verstarb, drängten Francescos Freunde ihn, seiner Frau wenigstens Trost zu spenden.

### Bankgründung und Spekulation
1399 ging Francesco Datini erneut nach Florenz und wagte sich dort an die Gründung einer Bank, zusammen mit einem Prateser. Solche Bankhäuser hatten zwar mit den einfachen Pfandleihern, den Lombardi, nur noch wenig gemein, aber auch sie verliehen Geld und gerieten damit in Verdacht, Wucher zu betreiben. Datinis Gesellschafter Domenico di Cambio meinte: „Francesco di Marco will seinen Ruf verlieren ... um Geldwechsler zu werden, unter denen doch keiner ist, der nicht Wucher treibt“. Datini wurde am 4. März 1399 Mitglied in der Arte del Cambio, der Wechslerzunft. Dennoch vermied er es, sich in Kreditgeschäfte mit großen kirchlichen und weltlichen Herren hineinziehen zu lassen. In seiner Kindheit waren dadurch viel größere Banken zusammengebrochen, wie die der Florentiner Bankhäuser der Bardi und Peruzzi.
Doch Datini war längst – in den Augen der Zeitgenossen – auf viel rufschädigenderes Terrain vorgestoßen. Er hatte Spekulationsgeschäfte begonnen, bei denen er mittels Wechseln (insgesamt 5000) auf Kursschwankungen verschiedener Währungen, vor allem zwischen Flandern, Barcelona und Italien setzte. Domenico di Cambio war hier der Ansicht, er wolle „lieber 12 % an Warengeschäften verdienen, als 18 % an Wechselgeschäften“.

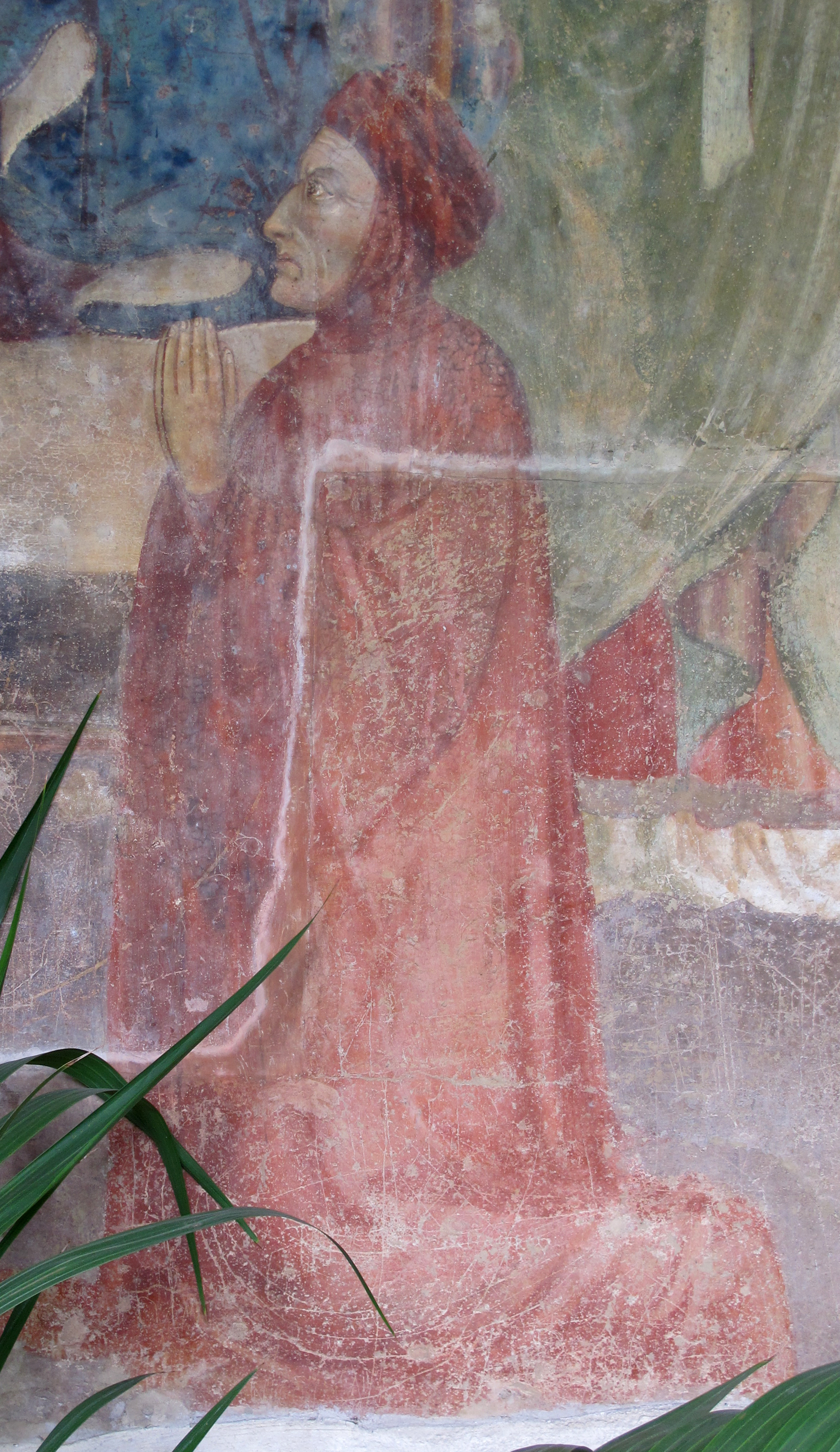
Tabernakel in der Madonna del Berti in Pisa mit einer Darstellung Francesco Datinis im Gebet

Der Aufstieg wurde im Jahre 1400 durch eine Katastrophe beinahe zunichtegemacht. Bei einer weiteren Pestwelle starben fast alle seine Gesellschafter, so dass er seine Firmen in Pisa und Genua schließen musste. Auch die Bank in Florenz wurde geschlossen und die Produktion von Wolle und Seidentüchern in Prato eingestellt. Als Datini nach einem Jahr aus Bologna zurückkehrte, wohin er wegen der Pest geflohen war, klagte er am 20. September 1401 über den Verlust seiner besten Mitarbeiter, wie den Bankspezialisten Bartolomeo Cambioni, Niccolò di Piero, der sich auf die Produktionstechniken verstand, Manno d’Albizzo und Andrea di Bonanno, die die Geschäfte im Raum Pisa bzw. Genua geführt hatten. Datini entschloss sich, die Bank und die beiden Produktionsstätten sowie Pisa und Genua aufzugeben.
Datini erholte sich zwar binnen weniger Jahre weitgehend von diesem schweren Schlag, dachte aber immer häufiger – dies äußerte er in Briefen an seinen Freund Ser Lapo Mazzei aus Florenz – über die Gründung einer wohltätigen Stiftung nach. Dies war insofern naheliegend, als sich die Gesellschaften verpflichtet sahen, Gott einen Anteil des Gewinns zukommen zu lassen, ja, ihm ein eigenes Konto, für „Messer Domeneddio“, einzurichten. Es stand für die Armen und wurde bei der Auflösung einer Gesellschaft als erstes ausbezahlt.
Dennoch versuchte Datini seinen Geschäftsrahmen weiter auszudehnen, indem er etwa in Nordafrika mit den Hafsiden und den Mariniden von Tunesien und Marokko Geschäfte anzubahnen suchte. In den Handelsmetropolen des östlichen Mittelmeers, etwa in Venedig, hatte er schon deshalb Geschäftspartner, damit er über politische Ereignisse, über Preise, Warenqualitäten und wechselnde Handelsgebräuche, über Piraterie und all das rechtzeitig informiert war, was seine Geschäfte beeinflussen konnte.

### Aufstieg in die Calimala
1404, im Alter von fast 70 Jahren, gelang ihm die Aufnahme in die bedeutendste Florentiner Gilde, die Tuchveredlergilde (Arte di Calimala). Ihren Mitgliedern war der Handel mit Tüchern höchster Qualität vorbehalten. Handelskontakte verbanden ihn nun mit mehr als vierzig italienischen und mindestens zehn französischen Städten, mit Brügge und einigen anderen Orten im Reich, wie etwa Nürnberg, aber auch mit Marokko, Algerien, Tunesien und der Levante – insgesamt mit 267 Orten. Allein 1634 Briefe von 63 verschiedenen Absendern erreichten ihn z. B. aus Rom.

### Testament
Nach Datinis Tod am 16. August 1410 wurden seine Frau Margherita – sie starb zehn Jahre später – und sein Gesellschafter Luca del Sera als Testamentsvollstrecker eingesetzt. Die beträchtliche Summe von genau abgezählten 72.039 Florin, 9 Soldi und 4 Denaren ging nach Datinis Wunsch an eine fromme Stiftung. Dazu kam Immobilienbesitz in der geschätzten Höhe von 11.245 Florin. Die Florentiner Firma sollte noch fünf Jahre weitergeführt werden, damit ihre Gewinne in die Stiftung einfließen konnten, die insgesamt über ein Vermögen von mehr als 100.000 Florin verfügte. Dass diese Summe ein beträchtliches Vermögen darstellte, verdeutlichen Preisangaben aus dieser Zeit. So kostete ein Schwein 3 Florin, ein gutes Reitpferd 16 bis 20, eine Sklavin 50 bis 60 Florin, ein Purpurgewand, wie es Datini auf einem Gemälde trug, kostete etwa 80 Florin.

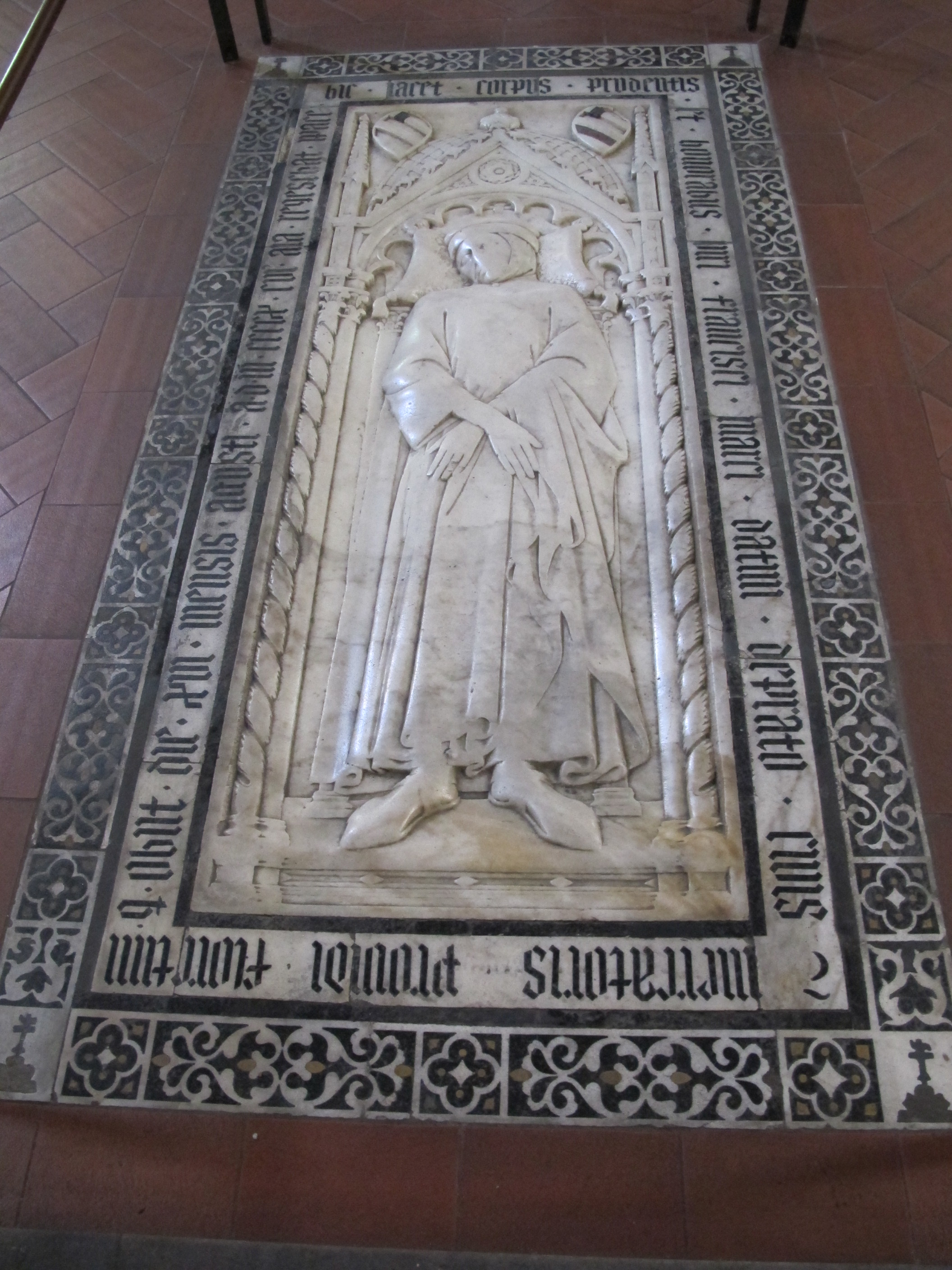
Datinis Grabmal

Datinis Frau veranlasste alles Notwendige, wie die Bestellung eines Grabsteins bei Niccolò di Piero Lamberti (um 1370–1451), der sich noch heute im Dom befindet. Sie selbst beschied sich mit einem geringen Anteil des Vermögens, der ihr aber ein auskömmliches Leben im Haus des Verstorbenen gestattete.

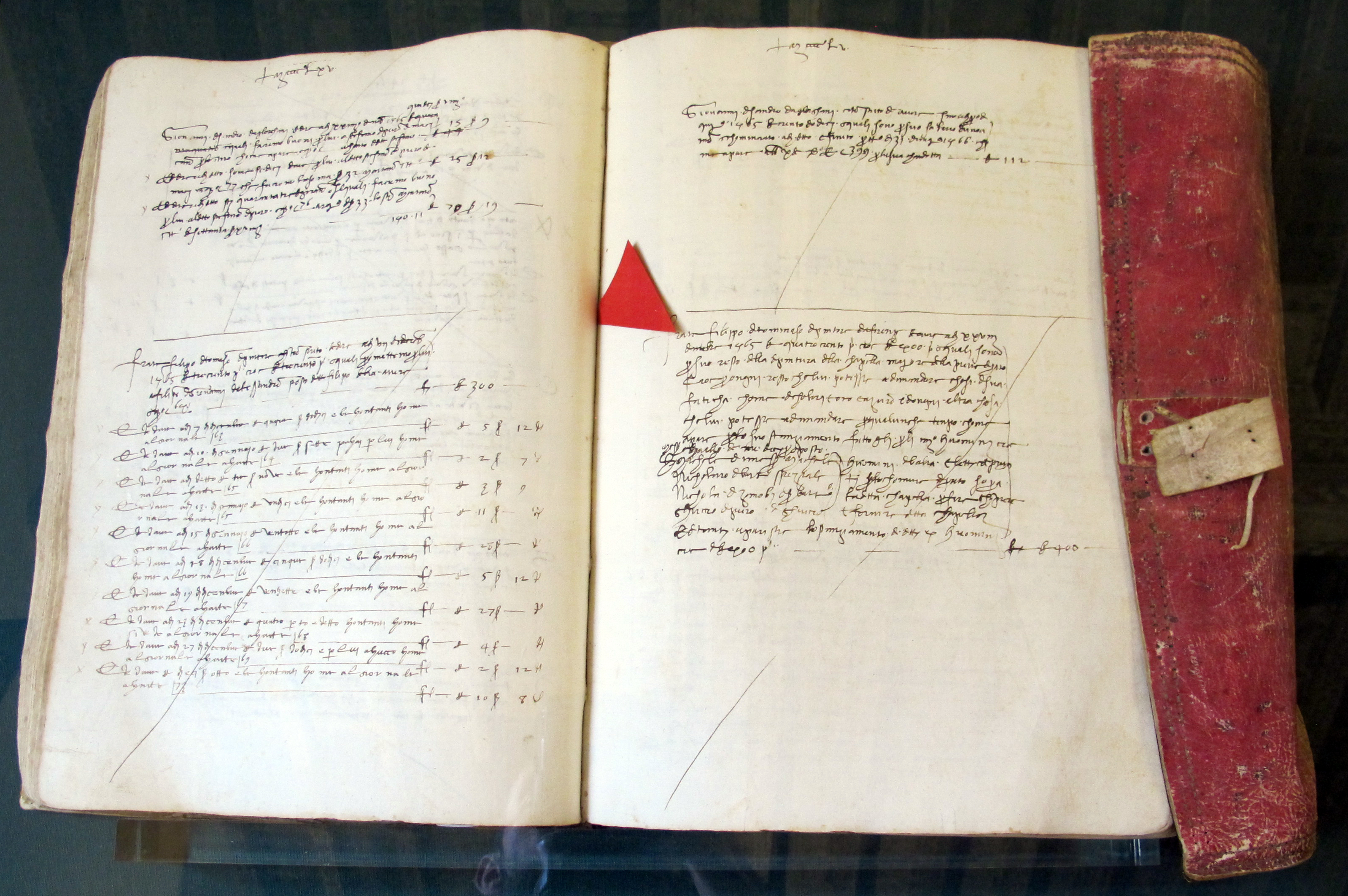
Eintrag von 1465 im Buch der Leiher und Verleiher mit dem Eintrag für die letzte Zahlung an Filippo Lippi für die Fresken im Prateser Dom

Die Stiftung Ceppo de’ poveri – Ceppo wurde ein Stumpf genannt, in den die Kirchenbesucher ihre Spenden für die Armen warfen – feierte im Jahr 2010 ihr sechshundertjähriges Bestehen. Die Kommune Prato ernennt bis heute ein fünfköpfiges Leitungskomitee sowie vier Honoratioren, von denen jeder ein Stadtviertel repräsentiert. Diese Stiftung verwaltet seitdem nicht nur das Vermögen Datinis zugunsten der Armen Pratos, sondern auch sein Haus und seine gesamte Korrespondenz. Schon vor Datinis Gründung gab es seit 1282 einen Ceppo vecchio, den Monte Pugliesi, so dass Datinis Gründung bald Ceppo nuovo hieß.
Durch die Plünderung Pratos im Jahr 1512 wurden die Institutionen mit einem Schuldenberg belastet, so dass sie 1537 geschlossen werden mussten. Die beiden Stiftungen wurden jedoch am 13. Juni 1545 von Cosimo I. de’ Medici vereinigt und nahmen ihre Funktion unter dem Namen Casa Pia de’ Ceppi wieder auf. Seitdem kümmert sie sich zum einen um die Armen der Stadt, besonders um Kinder, zum anderen fördert sie Kunst und Kunsterhaltung, besonders in der Kirche San Francesco, die Datini am Herzen lag. Dort wurden 2010 umfangreiche Restaurierungsmaßnahmen durchgeführt. Die Dokumente, die Datini hinterließ, wurden, bevor sie im 17. Jahrhundert in Säcke gepackt und unter einer Treppe eingemauert wurden, im Jahr 1560 durch Alessandro Guardini, einen Gelehrten aus Prato, ein letztes Mal gesichtet und geordnet.

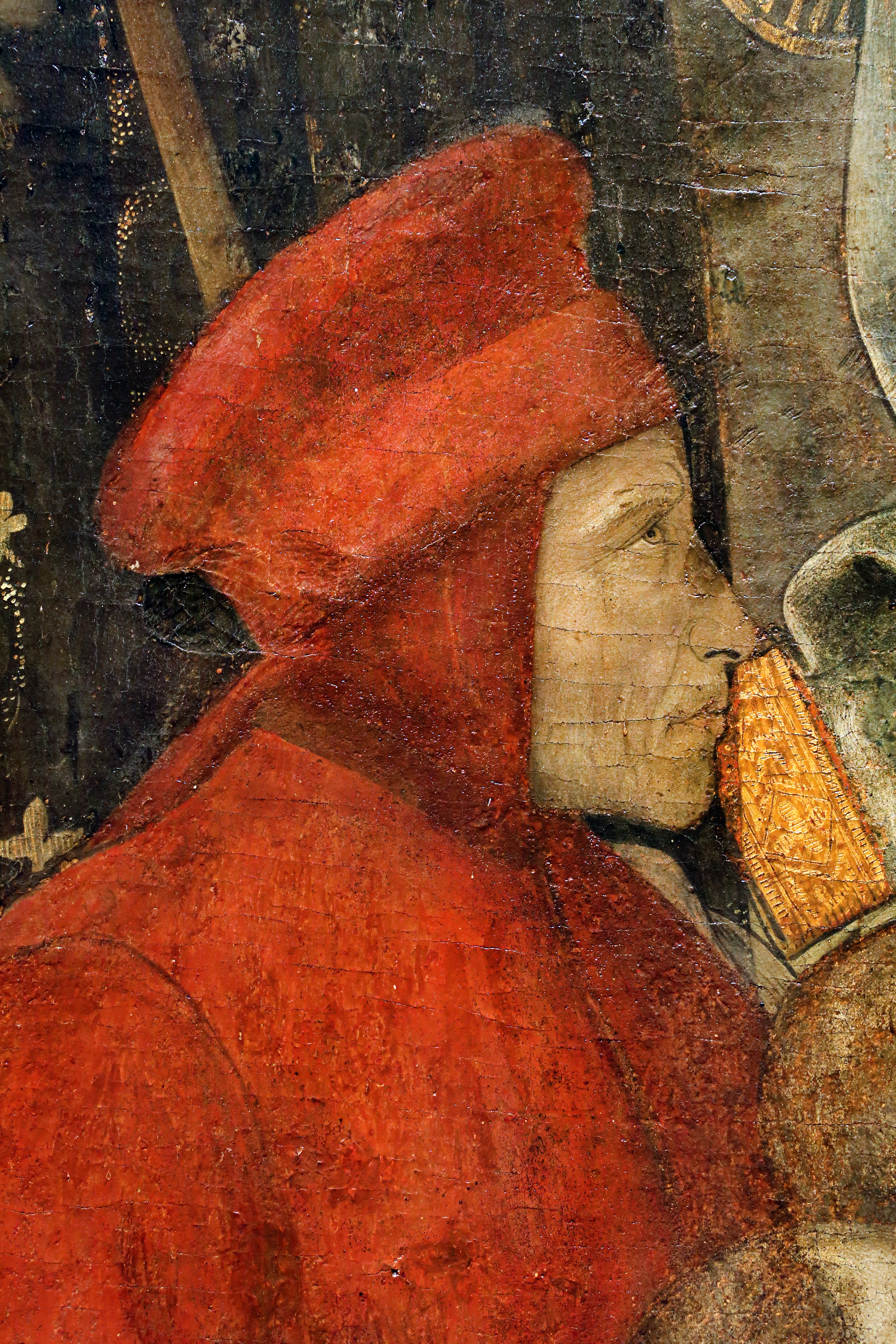
Ausschnitt der Madonna del Ceppo mit den bereits idealisierten Gesichtszügen Datinis

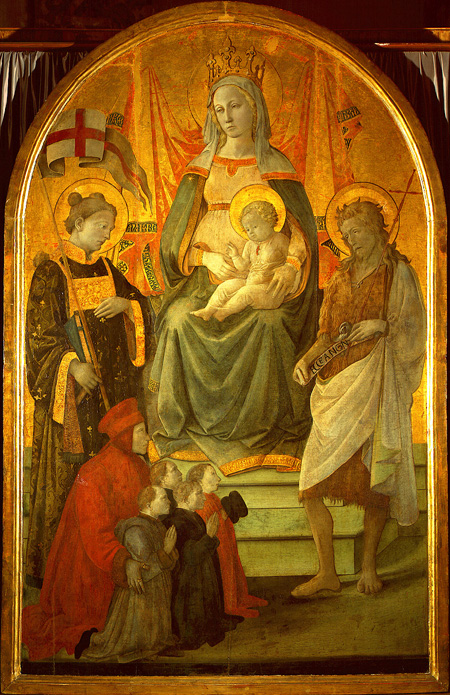
Madonna del Ceppo von Filippo Lippi, Öl auf Holz, 117 × 173 cm, ca. 1452–1453. Das Gemälde hing ursprünglich in der Datini-Stiftung. Es zeigt Datini, wie er die vier Leiter der Stiftung der Obhut der Heiligen Maria überantwortet.

Datini hätte diese Stiftung vermutlich nicht eingerichtet, wenn ihn nicht sein Freund Ser Lapo Mazzei davon überzeugt hätte, dessen Denken stark von den Idealen der Franziskaner beeinflusst war. Vermutlich ist dieser Erfolg ebenso Margherita Datini zu verdanken, die auch dafür sorgte, dass sein Werk in diesem Sinne fortgeführt wurde. Außerdem ließ sie an den Außenwänden des Hauses Malereien anbringen, die das Leben des Verstorbenen ins Gedächtnis riefen. Ein Teil der Häuser diente der Stiftung noch lange Zeit als Hospiz. Schon 1399 hatte Francesco an der Wallfahrt der Bianchi (der Weißen) teilgenommen, die barfuß und nur mit weißem Leinen bekleidet von Stadt zu Stadt zogen, beteten und versuchten, die Feinde zu versöhnen. Datini war im Übrigen Besitzer eines Exemplars von Dantes Göttlicher Komödie. Dass er auf seiner Pilgerreise keineswegs darben wollte, schreibt er selbst: „Und damit wir auch alles haben, was wir zum Leben brauchen, führte ich meine zwei Pferde und das Reitmaultier mit mir; und diesen Tieren luden wir ein Paar Satteltruhen auf, in denen viele Schachteln mit allerlei Konfekt waren und eine große Menge Wachs in Form von kleinen Fackeln und Kerzen, und Käse in allen Sorten und frisches Brot und Zwieback und Brezeln, gezuckert und ungezuckert, und noch andere Dinge, die der Mensch zum Leben braucht, so daß die beiden Pferde voll beladen waren mit unseren Lebensmitteln; und außer diesen trugen sie einen großen Sack von warmen Gewändern ...“

## Das Handelsimperium
Sein Firmensystem erreichte 1399 seine vorläufig größte Ausdehnung. Es umfasste Handelsgesellschaften, Banken und Produktionsbetriebe insbesondere für die Weiterverarbeitung von halbfertigen Tuchprodukten. Zwar tätigte er auch Geschäfte im östlichen Mittelmeerraum, konzentrierte seine Unternehmungen aber wie viele seiner toskanischen Zeitgenossen weitgehend im westlichen. Bei dieser Entscheidung für den Westen spielte die Möglichkeit, bargeldlos Geldmittel zu bewegen, eine entscheidende Rolle. Bei all dem musste ein dichtes Nachrichtennetz über erhebliche Distanzen unterhalten werden.
Datini gründete im westlichen Mittelmeerraum sowohl Alleininhaberfirmen als auch Kompanien. Dabei hatte entweder er selbst den Mehrheitsanteil am Kapital der jeweiligen Kompanie wie in Avignon, in beiden Produktionsbetrieben und in der Bank, oder aber die Kompanie in Florenz verfügte über die Kapitalmehrheit wie im Fall der Firmen in Pisa, Genua und Katalonien. Da diese Kompanien nur Teile ihres Kapitals in andere Firmen investierten und nur durch Personalunion miteinander verbunden waren, konnten sie sich nicht mehr gegenseitig in einen Bankrott hineinziehen.
Datini leitete diesen Komplex in Form einer Art Holding, in der die Kompanie in Florenz, ohne selbst zu produzieren, in den von ihr geführten Unternehmen einen großen Kapitalanteil innehatte – eine Organisationsform, die die Medici des 15. Jahrhunderts voll entwickelten. Als Maggiore – so wurde Datini genannt – lenkte er persönlich das Gesamtunternehmen, repräsentiert durch sein Händlerzeichen. Mit Unterstützung der Mitarbeiter aus der Florentiner Unternehmung regierte er bis in die unbedeutendsten Personalfragen hinein, traf seine Auswahl, sorgte für Ausbildung und Kontrolle, ließ sich von jedermann berichten und gab selbst unentwegt schriftliche Anweisungen. Dabei griff er im Schnitt täglich fünfzig Mal zur Feder.
Der Organisationsform nach führte Datini also zwei Unternehmen allein, nämlich in Florenz und in Prato, dazu Gemeinschaftsfirmen in Avignon, Genua, Barcelona – mit Filialen in Valencia und auf Mallorca –, in Pisa, dazu zwei Firmen in Prato und zwei in Florenz. Dabei handelte es sich um insgesamt sechs Handelsgesellschaften, von denen er eine allein führte, zwei Produktionsfirmen (Compagnia della Lana für Wolle und Compagnia della Tinta für Färberei), eine Bank, dazu das von ihm persönlich geleitete Mischunternehmen in Prato. Allein dies bedingte eine umfangreiche Korrespondenz, zu der sich in zahlreichen Orten weitere Adressaten gesellten. Federigo Melis hat 1962 dieses umfangreiche Korrespondenzwerk den rund 280 in den Briefen vermerkten Orten der Absender und Adressaten zugeordnet. Der ganz überwiegende Teil der Korrespondenz wurde in Toskanisch abgefasst, doch enthält Datinis Archiv auch 2.678 Briefe in Katalanisch, auch Latein kommt gelegentlich vor, aber nie innerhalb des Handelsimperiums, sondern nur in der externen Korrespondenz und fast ausschließlich mit norditalienischen Partnern. Auch erhielt Datini, der nach seinem langen Aufenthalt in Avignon sicherlich Provenzalisch sprach, 86 überlieferte Schreiben in dieser Sprache. In den nicht überlieferten Schreiben aus seiner Avignoneser Zeit dürften sich zahlreiche Schriftstücke in Provenzalisch befunden haben, die jedoch verloren sind.
In allen Gesellschaften erledigten die Partner, vor allem aber Datini persönlich, einen Großteil der Arbeiten. Dessen ungeachtet hatte jede seiner Firmen auch noch fest angestellte Faktoren, Notare, Buchhalter oder Kassierer, Boten und Lehrlinge, die im Gegensatz zu den Compagni, den Gesellschaftern, nicht am Gewinn beteiligt waren. Im Datini-Archiv findet sich ein Vertrag mit Berto di Giovanni, einem jungen Mann aus Prato, der drei Jahre lang für Datini arbeiten, im ersten Jahr 15 Florin, im zweiten dann 20 und im dritten 25 erhalten und darüber hinaus alle Spesen ersetzt bekommen sollte. Auch existiert eine Empfangsbestätigung über den Lohn eines jungen Buchhalters, der zwölf Florin im Jahr erhielt.
Aus Datinis Besitz sind rund 600 Rechnungsbücher (Libri contabili) von ganz verschiedener Art erhalten. Sie spiegeln die Geschäftspraxis jener Zeit umfassend wider. Es gab die Quadernacci di Ricordanze, die nichts weiter sind als Notizbücher, in denen täglich Einnahmen und Ausgaben so, wie sie gerade anfielen, festgehalten wurden. Dazu kamen allerlei Notizen, sogar stichwortartig die neuesten Nachrichten vom Tage. In den Memoriali wurden dann die Einträge aus den Ricordanze systematisch zusammengestellt. Die Libri grandi schließlich, die jede Gesellschaft führte, und zwar (seit 1382 in der Zentrale und seit 1397 in Avignon) in doppelter Buchführung, waren bei Francesco prachtvoll in Pergament oder in Leder gebunden, trugen seine Handelsmarke und waren fortlaufend mit den Buchstaben des Alphabets versehen. Nach damaligem Brauch war die Vorderseite des ersten Blattes fast immer mit einer religiösen Sentenz überschrieben wie: „Im Namen Gottes und der Heiligen Jungfrau Maria“ oder „Im Namen Gottes und des Geschäfts“. Außerdem wurden noch Ein- und Ausgangsbücher (libri d’entrata e d’uscita) geführt, auch Schuldner- und Kreditgeberbücher (libri dei debitori e creditori) genannt, in denen der Ein- und Ausgang von Bargeld eingetragen wurde, der dann wiederum in den Libri d’Entrata e d’Uscita della Cassa grande zusammengefasst wurde.
In Avignon standen im Handelshaus Geldkassetten für das Bargeld, die allabendlich abgerechnet und danach in die Cassa grande entleert wurden, zu der Francesco Datini als einziger den Schlüssel besaß. Dann führte auch noch jedes einzelne Handelshaus seine Bücher, in denen Inventarlisten, Quittungen und Frachtbriefe etc. enthalten waren; die Partner und Faktoren im Ausland führten ebenfalls Buch und außerdem gab es noch Immobilienregister, Lohnlisten, dazu die zwölf Handlungsbücher des Tuchbetriebs in Prato.
Schließlich führte Datini auch privat Buch und hielt in den Kontobüchern „di Francesco proprio“ seine persönlichen Ausgaben und die für seinen Haushalt fest, während er Partnerschaftsverträge, Abrechnungen, die über den jeweiligen Kapitalstand eines jeden Firmenmitglieds Aufschluss gaben, sowie Bilanzen vor allem in einem Libro segreto, einem geheimen Buch, niederlegte. Das Recht des Kaufmanns, diese Bücher öffentlicher Prüfung zu verschließen, war so fest verankert, dass ein Freund Datinis, als die Steuerbeamten der Stadtkommune von Florenz 1401 verlangten, sämtliche Bücher einzusehen, dazu schrieb: „Die finanzielle Notlage der Kommune zwingt sie, diese Schamlosigkeit zu begehen.“

## Datinis Archiv

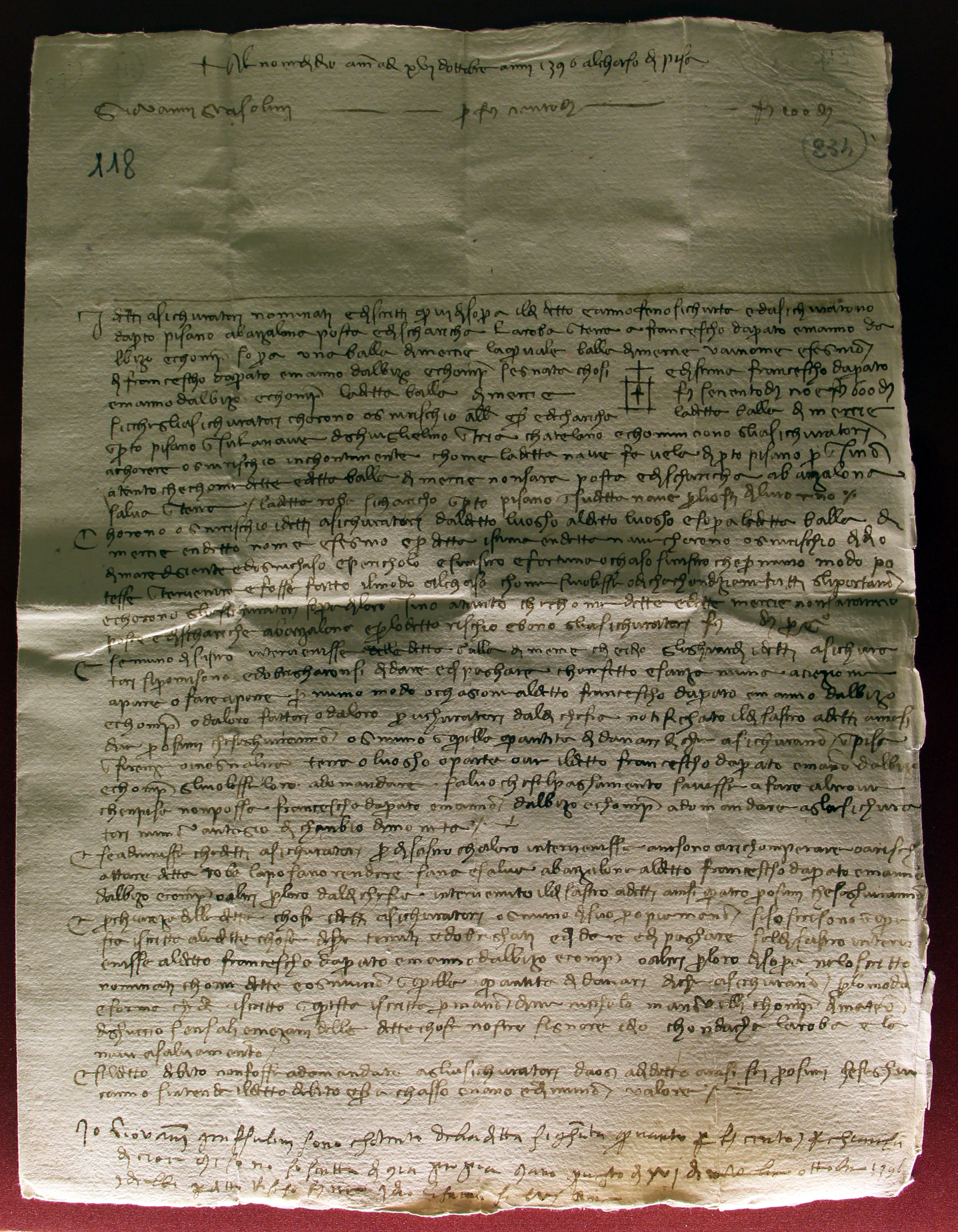
Versicherungspolice, Pisa, 16. Oktober 1395

Datini begann bereits ab 1364 in Avignon, seine Papiere aufzubewahren, doch die meisten Dokumente stammen aus den Jahren 1382 bis 1410, also der zweiten Hälfte seines Kaufmannslebens.
Das Datini-Archiv ist mit Abstand das umfangreichste erhaltene Kaufmannsarchiv des Mittelalters. Es umfasst über 152.000 „Stücke“ in 592 Mappen, davon mehr als 125.000 Geschäftsbriefe, rund 11.000 Privatbriefe und weitere 15.802 Dokumente sonstiger Art. Allein die 574 Rechnungsbücher mitsamt der Hauptbücher bilden einen gewaltigen Fundus. Des Weiteren finden sich rund 300 Partnerschaftsverträge, meist Verträge anderer Firmen, die mit Datinis Firma in Geschäftsverbindung standen. Schließlich enthält das Archiv neben einer Vielzahl weiterer Dokumente etwa 5.000 Wechsel. Auch nach seinem Tod gelangte die fortlaufende Korrespondenz in das Archiv, erst 1422 bricht die Überlieferung ab.
Alle diese Dokumente befinden sich bis heute im ehemaligen Haus des Francesco und der Margherita Datini in Prato in der Via Lapo Mazzei – ein Name, der für Datini große Bedeutung hatte, denn er war ein enger Freund und vertrauenswürdiger Berater. Das Obergeschoss befindet sich noch weitgehend im ursprünglichen Zustand. Kurz nach 1410 wurden heute stark verblasste Malereien durch die Stiftung angebracht. Die Fenster im Erdgeschoss sind erst im 17. Jahrhundert im Rahmen einer Renovierung verändert worden.
Als im 17. Jahrhundert die gesamte Einrichtung aus dem Haus entfernt wurde, um das Haus zu renovieren, riss man auch die „Papiere“ Datinis aus den Schränken und deponierte sie unter einer Treppe des Hauses. Dort blieben sie bis 1870 vergessen.

## Wissenschaftliche Bedeutung
Eigentlicher Wiederentdecker der Papiere war der Prateser Erzdiakon Don Martino Benelli, der 1870 mit Hilfe von Don Livio Livi die in Säcke eingenähten Dokumente sortierte. Zunächst wanderten die Bestände während der Restaurierung des Datini-Hauses in die Bischofsresidenz. Livi machte durch Publikationen das Archiv bekannter, indem er etwa 1903 in der Fachzeitschrift Archivio Storico Italiano veröffentlichte. Zum 500. Todestag im Jahr 1910 erschien eine Schrift zu Datini unter den Auspizien seiner Stiftung. 1915 veröffentlichte Sebastiano Nicastro ein umfangreiches Inventar in einer Reihe über italienische Archive. 1927 wurde das Testament Datinis publiziert.
Die Arbeiten über Bankwesen und Wechsel, die etwa Raymond de Roover Ende der 40er Jahre vorlegte und in denen Dokumente aus Datinis Archiv erschienen, stellten die Bedeutung des Prateser Unternehmers erst auf eine über Italiens Grenzen hinausweisende Ebene. Herausragende populärwissenschaftliche Arbeiten, vor allem die zuerst 1957 von Iris Origo in London herausgegebene Biografie, haben Datini und den Kaufmannsgeist seiner Zeit auch über Fachkreise hinaus bekannt gemacht.
Erst 1958 anlässlich einer internationalen Ausstellung unter Beteiligung sowjetischer Wissenschaftler – schließlich hatten Datinis Handelsbeziehungen bis zur Krim gereicht – und unter Vorsitz des früheren Staatspräsidenten Luigi Einaudi, kam man überein, die Bestände wieder an ihren ursprünglichen Ort zurückzubringen. Das Innenministerium, dem in Italien bis 1975 alle Archive unterstanden – heute sind sie dem Ministerium für Kulturgüter und Tourismus zugeordnet –, ordnete an, dass eine Dépendance des Florentiner Staatsarchivs eingerichtet werden sollte, die bald autonom wurde. Im selben Jahr gab Guido Pampaloni ein Inventar heraus.
Federigo Melis und Armando Sapori, die sich über die Bedeutung der Datini’schen Holding uneins waren, bewirkten, dass zahlreiche, zunächst vor allem italienische Wissenschaftler, die Archivalien mit Blick auf ihre Forschungsgebiete durchsuchten. So tauchten die Bestände nicht nur in stadtgeschichtlichen Untersuchungen auf, sondern auch in thematisch stärker fokussierten Arbeiten wie Raymond de Roovers Geschichte von Geld, Bank und Kredit. Inzwischen gibt es kaum noch eine Fragestellung zur mittelalterlichen Wirtschaftsgeschichte, in der nicht Prateser Archivalien eine Rolle spielen. Der Bogen spannt sich dabei von mentalitätsgeschichtlichen Fragestellungen bis zu minutiösen Detailstudien zum internen Funktionieren eines solchen Unternehmens. Doch sind die Fragestellungen inzwischen weit darüber hinausgewachsen und berühren auch nicht unmittelbar wirtschaftsgeschichtliche Arbeitsfelder wie die der Schriftlichkeit, der Geschichte der Geschlechter, des Ordnungsverhaltens, der Medizin usw.
Darüber hinaus wurde der Bestand zum Anlass genommen, ein eigenes Forschungsinstitut zu gründen, das Istituto di storia economica „Francesco Datini“, das alljährlich Vortrags- und Diskussionswochen zu wechselnden Themen veranstaltet und Forschungen am Bestand großzügig fördert. Die XLII. Settimana di Studio, eine Forschungs- und Studienwoche, die im Jahr 2010 vom 18. bis 22. April in Prato stattfand, widmete sich der Frage, wohin sich die Wirtschaftsgeschichte entwickelt. Bereits 1979 wurden die Knochen Datinis unter anthropologischen Gesichtspunkten untersucht.

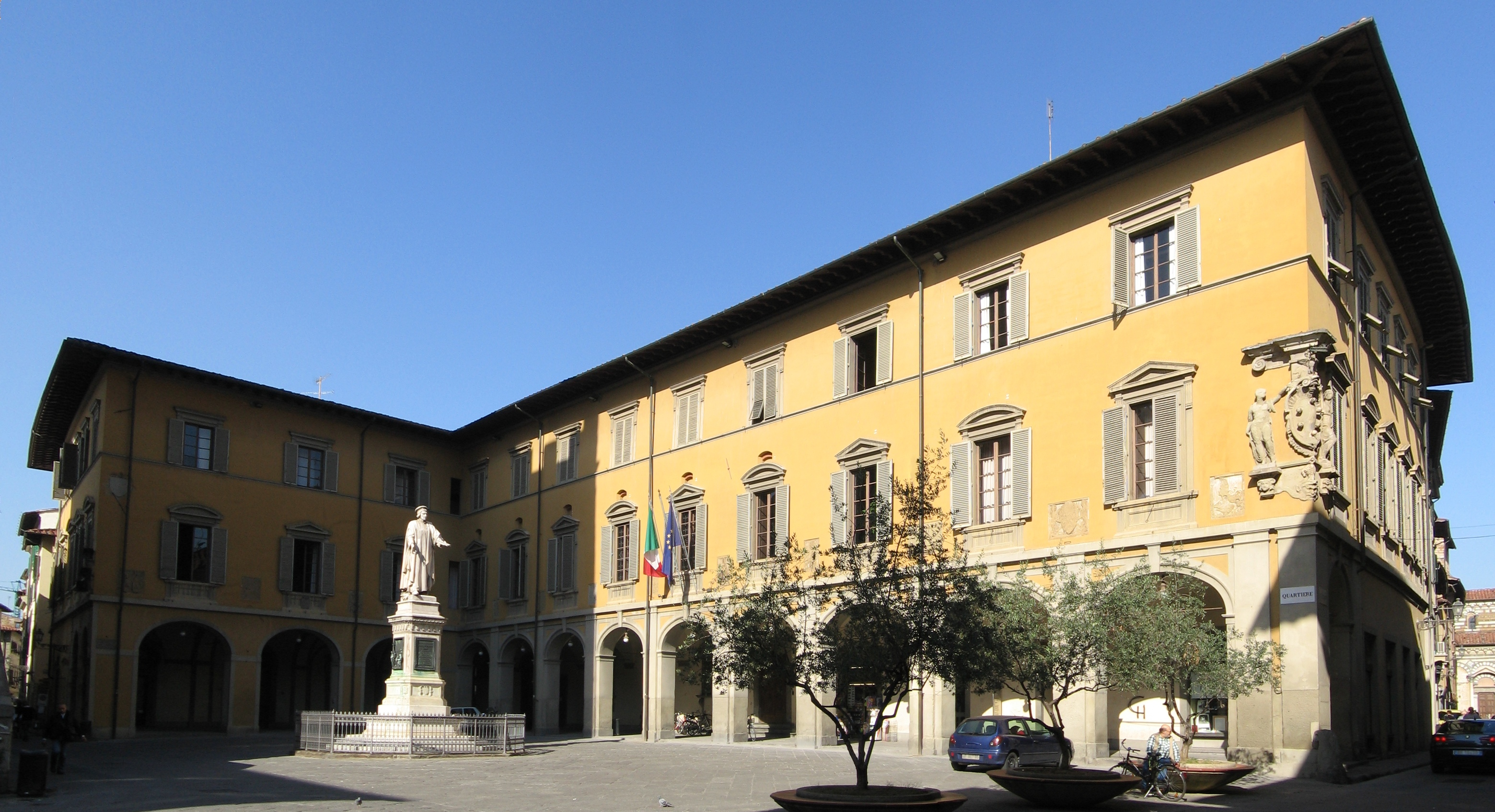
Datini-Statue vor dem Hintergrund des Palazzo Comunale in Prato

Dabei ist das Institut in der Via L. Muzzi 38 nicht nur wissenschaftlich stark verankert, sondern auch in der Stadt Prato selbst. So beging die Stadt am 17. August 2007 in einer großen Feier den 597. Todestag Datinis. Der Gonfalone del Comune legte einen Kranz an seinem Denkmal nieder. So hatte Datini es in seinem Testament bestimmt, dass am Tag nach seinem Ableben eine Messe stattfinden sollte, dazu eine öffentliche Ehrung. Ebenso wird sein Grabstein gepflegt, der in den 1990er Jahren restauriert wurde. Im Jahr 2010, in dem sich der Todestag Datinis zum 600. Mal jährte, wurden umfangreiche Gedenkfeiern durchgeführt. Die italienische Post gab eine Sonderbriefmarke heraus. Der Palast der Datini wurde restauriert.